# تبادل الغازات

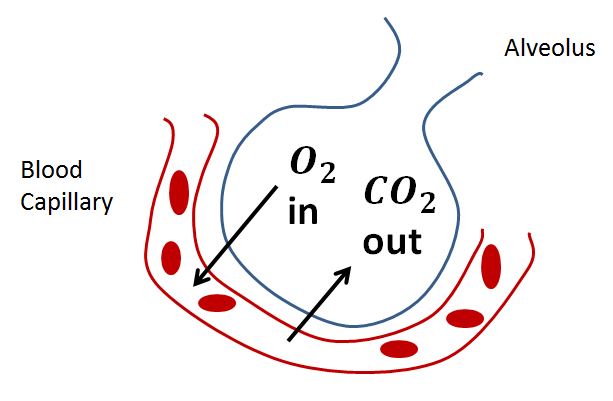

يشكل القلب والرئتين الموقع الرئيس لتبادل الغازات في الثديات، يؤدي مجال كهربائي عابر (مؤقت ثم يعود وهكذا دواليك) في القلب حيث يؤدي المجال الكهربائي إلى فصل الغازات تبعاً لشحناتها، تختلف شدة المجال الكهربائي في القلب من موقع ووقت لآخر وهو ما يؤدي لنمط نبضات القلب المختلفة ( نبضات Q R S)، إن عملية فصل الغازات هذه مهمة لفصل الهيموجلوبين عن الغازات التي يحويها مثل ثاني أكسيد الكربون وغاز BPG الذي يملك جاذبية عالية جداً للهيموجلوبين (أعلى حتى من الأكسجين) بسبب شحنته المخالفة للهموجلبين، وبعد فصل الهيموجلوبين تماماً عن بقية الغزات ينتقلا معاً (وهما مفصولين) إلى لخلايا الدم الحمراء ويذهب للرئنتين حيث يستعد الهيمجلوبين لكي يتأكسد .
القوة الكبرى التي تؤدي إلى ادخال الأكسجين لجسم الإنسان هو الضغط الجوي، الضغط الجوي على سطح البحر هو 760 مم زئبق ويشكل الضغط الجزئي للأكسجين 160 مم زئبق في الجو الخارجي ونفسه عند المنخر، إلا أن الضغط الجزئي للأكسجين ينخفض عند الرغامى إلى 150 مم زئبق بسبب زيادة كثافة بخار الماء الذي يحل محل الأكسجين، ثم ينخفض عند السنخ الرئوي إلى 100 مم زئبق حيث ينتقل الأكسجين باستمرار إلى الدم .
وبسلوك مشابه يغادر غاز ثاني أكسيد الكربون الناتج عن التنفس الداخلي جسم الإنسان حيث يتغير الضغط الجزئي لثاني أكسيد الكربون 45 إلى 40 مم زئبق في السنخ الرئوي، عندما تزيد كثافة ثاني أكسيد الكربون في الدم فإن 60% منه يذوب في بلازما الدم على صورة بيكربونات H2CO3 ، بينما ينقل الجزء المتبقي عن طريق اتحاده بالهيموجلوبين (كما يحدث مع الأكسجين).
الجدير بالذكر أن ثاني أكسيد الكربون يذوب قبل أن يتحول إلى صورة بيكربونات، وبعد ذوبانها تتحول إلى H2CO3 عن طريق أنهيداز الكربونية، وخلال ذوبانها يتحلل H2CO3 إلى H+ و HCO3-، يتم التخلص من الأخير بمبادلته بأيون كلوريد، بينما يتم التخلص من أيونات الهيدروجين عن طريق دارئات في الدم.
تبادل الغازات يحدث في أجسام الثديات فقط في سرير الشعيرات (شعيرات دموية توجد في السنخ الرئوي)، لكن يمكن إجراء تجارب عملية توضح تبادل الغازات بتواجد الدم فقط، الجدير بالذكر أن هناك غازات تدخل جسم الإنسان بنسب ضئيلة جداً (عدد صغير من مليون جزيء) مثل الأمونيا والأسيتون والآيسوبرين .